# Jean Barthélemot de Sorbier
Pour les articles homonymes, voir Sorbier (homonymie).
Jean Barthélemot de Sorbier, né le 17 novembre 1762 à Paris, et mort le 23 juillet 1827, est un général français de la Révolution et de l’Empire, créateur de l'artillerie à cheval.

## Biographie

### Guerres de la Révolution
Il entre comme élève au corps royal d'artillerie le 1er septembre 1782, lieutenant le 1er septembre 1783, et capitaine le 1er avril 1791, il sert à l'armée du Centre, devenue armée de la Moselle. À la bataille d'Arlon le 9 juin 1793, il manœuvre avec une grande habileté. Il est blessé dans cette affaire d'un coup de mitraille au bras ; la Convention, informée de sa conduite, le recommande au ministre de la guerre Bouchotte.
Adjudant-général chef de bataillon et chef de brigade du 3e régiment d'artillerie à cheval le 22 mars 1795, il passe à l'armée de Sambre-et-Meuse. Il se trouve au premier passage du Rhin, et est chargé de l'armement de la place et du camp retranché de Düsseldorf. Il prend ensuite le commandement de l'artillerie de l'aile gauche de l'armée, et a un cheval tué sous lui à la bataille d'Altenkirchen le 4 juin 1796, où il se fait particulièrement remarquer. À Ukerath, il enlève une position importante à la tête de deux bataillons de grenadiers que le général Kléber a mis sous ses ordres ; il a encore un cheval tué sous lui.
Le 18 avril 1797 il contribue puissamment au succès obtenu à la bataille de Neuwied, et il est promu général de brigade provisoire par le général Hoche sur le champ de bataille. Il est confirmé dans son grade le 19 juin 1797. Il passe ensuite à l'armée d'Angleterre le 12 janvier 1798, puis à l'armée de Mayence, et il est nommé commandant de l'artillerie à l'armée d'observation du Rhin le 18 mars 1799.
Élevé au grade de général de division le 6 janvier 1800, il prend une grande part à la gloire que l'armée française acquit à cette époque. Appelé à Dijon pour prendre le commandement de l'artillerie de la seconde armée de réserve, devenue armée des Grisons, le général Sorbier fait cette campagne et rentre en France après la paix.

### Guerres du Premier Empire

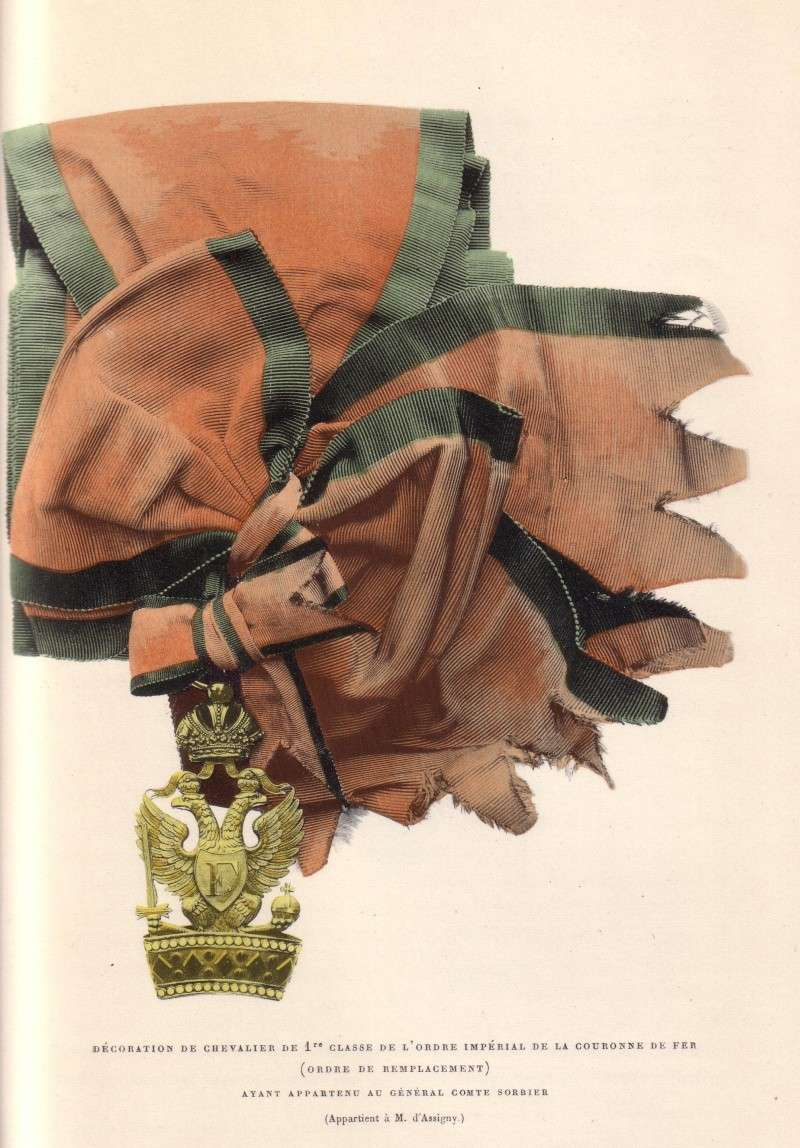
Grand cordon de l'ordre de la Couronne de fer autrichienne (restauré en 1816) ayant appartenu au général Sorbier.

Créé membre de la Légion d'honneur le 11 décembre 1803, et grand officier de l'Ordre le 14 juin 1804, il fait partie de l'armée des côtes de l'Océan, et à sous ses ordres l'artillerie du camp de Bruges. Il commande trois  divisions d'artillerie légère à la bataille d'Austerlitz. Il passe ensuite à l'armée d'Italie et à la Grande Armée, et y soutient sa brillante réputation. Napoléon Ier le crée comte de l'Empire le 19 mars 1808 et grand cordon de la Couronne de fer le 14 août 1809.
En 1811, il prend le commandement de l'artillerie de la Garde impériale, et se distingue l'année suivante aux batailles de Smolensk les 16 et 17 août et de la Moskowa le 7 septembre. Le 11 mars 1813, il est nommé commandant de l'artillerie de la Grande Armée. Il acquiert un nouvel éclat aux batailles de Wachau et de Leipzig du 16 au 19 octobre. En 1814, il participe à la campagne de France (1814), notamment à la bataille de Montereau le 18 février et à la bataille de Paris (1814) le 30 mars.

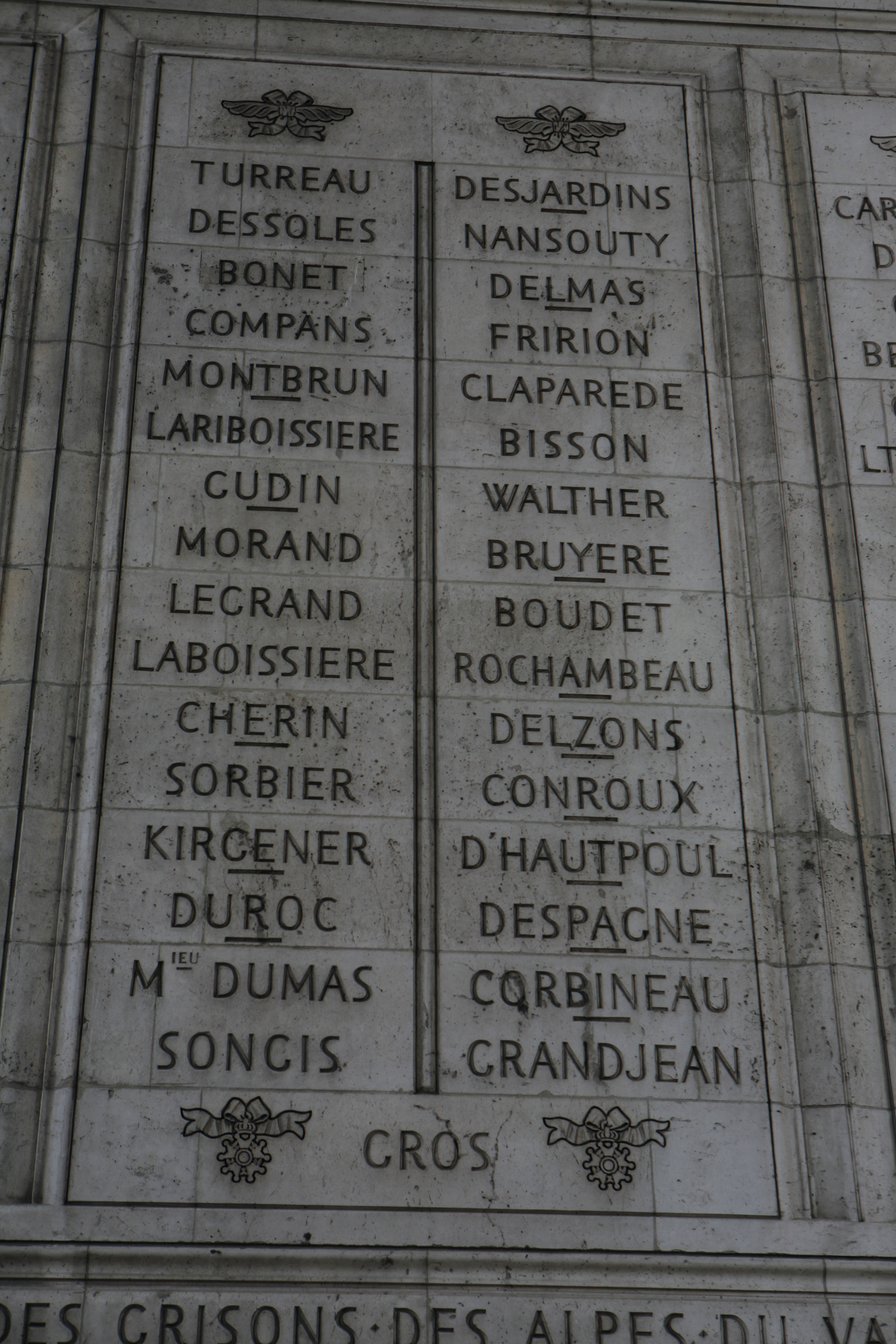
Noms gravés sous l'arc de triomphe de l'Étoile : pilier Est, 15e et 16e colonnes.

### Restauration
En 1814, le roi le fait commandeur de Saint-Louis, et le décore du grand cordon de la Légion d'honneur le 29 juillet de la même année. Depuis lors, il cesse de faire partie de l'armée.
Élu membre de la Chambre des représentants en mai 1815, par le département de la Nièvre, le général Sorbier ne s'y occupe que des intérêts de l'armée. En 1825, il est maire de Saint-Sulpice commune située dans le département de la Nièvre.
Il meurt le 23 juillet 1827, dans la propriété de son beau-frère Jean-Claude Flamen d'Assigny.

## Hommages
- Son nom est inscrit sur la 15e colonne (pilier Est) de l'arc de triomphe de l'Étoile. Il est inhumé dans l'église de Saint- Sulpice (Nièvre). Une plaque commémorative figure devant l'église.
- La rue Sorbier à Paris 20e arrondissement porte son nom.

## Sources
- « Jean Barthélemot de Sorbier », dans Charles Mullié, Biographie des célébrités militaires des armées de terre et de mer de 1789 à 1850, 1852 [détail de l’édition]
- « Jean Barthélemot de Sorbier », dans Adolphe Robert et Gaston Cougny, Dictionnaire des parlementaires français, Edgar Bourloton, 1889-1891 [détail de l’édition]
- Georges Six, Dictionnaire biographique des généraux & amiraux français de la Révolution et de l'Empire (1792-1814), Paris : Librairie G. Saffroy, 1934, 2 vol., p. 466-467